# Iglesia de Nuestra Señora de la Victoria (Brisbane)
La Iglesia de Nuestra Señora de la Victoria (en inglés: Our Lady of Victories Church) es una iglesia memorial de guerra y catalogada como protegida en 29 Cintra Road, Bowen Hills, en la ciudad de Brisbane, en el estado de Queensland, al este de Australia. Fue diseñada por Prentice Hall & y construida entre 1919 y 1962. También es conocido como  el "templo del blanco de la Paz". Fue introducida en el Registro de Queensland sobre Patrimonio el 11 de noviembre de 1996.
Nuestra Señora de la Victoriafue construida por la archidiócesis católica de Brisbane, en 1924 y 1925 como un monumento a los soldados y marineros católicos que cayeron durante la Primera Guerra Mundial. La iglesia fue diseñada por los prolíficos arquitectos Thomas Ramsay Hall y George Gray Prentice.